# Robert Southey
Robert Southey (Bristol, 12 augustus 1774 – Keswick, 21 maart 1843) was een Engels dichter en prozaschrijver uit de periode van de Romantiek. 

## Levensloop
Hij werd geboren in Bristol als zoon van Robert Southey en Margaret Hill. Hij bezocht Westminster School in Londen (waar hij werd weggestuurd) en Balliol College aan de Universiteit van Oxford. In 1795 huwde hij te Bristol met Edith Fricker. Deze overleed in 1838, waarna hij hertrouwde met de dichteres Caroline Anne Bowles.
Hij publiceerde zijn eerste gedichtenbundel in 1794. Vanaf 1809 leverde hij bijdragen aan de Quarterly Review en bouwde zoveel faam op dat hij in 1813, op voorspraak van Sir Walter Scott, werd benoemd tot Poet Laureate (hofdichter); deze eretitel zou hij gedurende dertig jaar voeren, tot aan zijn dood in 1843. Samen met William Wordsworth en zijn vriend en zwager Samuel Taylor Coleridge wordt hij gerekend tot de Lake Poets, dichters die woonden en werkten in het Lake District. Hij is minder bekend gebleven dan de andere twee Lake Poets, maar in Engeland wordt zijn dichtwerk nog wel gelezen. Zijn bekendste gedichten zijn The Inchcape Rock, After Blenheim (waarschijnlijk een van de eerste anti-oorlogsgedichten) en My days among the dead are past. Van zijn prozawerk, waaronder verschillende biografieën, is zijn Life of Nelson een klassiek werk geworden. Daarnaast schreef hij ook talrijke essays en brieven, alsook historische werken. Dankzij zijn goede kennis van het Spaans en het Portugees (die hij tijdens een verblijf op het Iberisch schiereiland verwierf) vertaalde hij bovendien een aantal boeken uit die talen naar het Engels.
Southey was tevens een gepassioneerd bibliofiel. Overal waar hij kwam - en voor zover zijn eerder bescheiden vermogen het toeliet - kocht hij boeken, voornamelijk betreffende geschiedkundige onderwerpen. In zijn laatste levensjaren trok hij zich vrijwel volledig terug tussen zijn boeken. Bij zijn dood telde zijn bibliotheek niet minder dan 14.000 volumes.

## Politieke overtuiging
In zijn jeugd was Robert Southey, net als vele van zijn leeftijdgenoten, een fervent aanhanger van de principes van de Franse Revolutie. Met de jaren evolueerde hij evenwel steeds meer in conservatieve richting. Enerzijds moest hij vaststellen dat de revolutie tot heel wat uitwassen leidde, anderzijds raakte hij gaandeweg meer betrokken bij het conservatieve Britse establishment, onder meer via zijn functie als Poet Laureate. Hij was een tegenstander van de hervorming van het parlement, van de vrijhandelsbeweging en van gelijke rechten voor de rooms-katholieken. In zijn geschriften viel hij de radicale denkbeelden en hun verdedigers regelmatig hard aan, hetgeen hem een aantal vijandschappen opleverde. Niettemin bleef hij ook progressieve ideeën verkondigen. Zo was hij een van de eersten om de mensonwaardige woon- en werkomstandigheden en de kinderarbeid in de opkomende industriesteden aan te klagen. Hij was een voorstander van openbare werken als werkverschaffingsinstrument en van algemeen onderwijs.

## Vriendschap met Bilderdijk
In 1795 ontmoetten Southey en de Nederlandse dichter Willem Bilderdijk elkaar in Londen. Hierbij bleek dat zij veel gemeenschappelijks hadden. Zij sloten vriendschap en bleven in contact, ook toen Bilderdijk Engeland weer verlaten had. Bilderdijks tweede echtgenote, Katharina Wilhelmina Schweickhardt, vertaalde zelfs Southeys succesvolle epische gedicht Roderick the last of the Goths (1814) naar het Nederlands. Southey zocht de Bilderdijks ook twee keer op in Nederland: in 1824 en 1826. Deze bezoeken bevielen hem, blijkens zijn enthousiaste brieven, in hoge mate.

## 'Belgische' reis
Voor België heeft Robert Southey een extra betekenis, omdat hij in de herfst van 1815 een reis door de toenmalige Zuidelijke Nederlanden ondernam en daar een uitvoerig en lezenswaardig verslag over neerschreef: Journal of a tour in the Netherlands in the autumn of 1815. Hij was ruim een maand onderweg, van 23 september (aankomst te Oostende) tot 27 oktober (inscheping terug huiswaarts vanuit het Franse Calais). Doel van de reis was - zoals voor veel Britten in die jaren na de val van Napoleon - het slagveld van  Waterloo, dat Southey tot tweemaal toe bezocht. Hij maakte evenwel van de gelegenheid gebruik om ook een hele rondreis te maken, die hem tot Namen, Luik, Maastricht en Aken bracht. Dit gebeurde toen nog met de trekschuit en vooral met de paardenkoets, over soms slecht begaanbare wegen. In elke plaats waar hij halt hield, schreef hij zijn impressies en observaties neer over de bezienswaardigheden, de bewoners en hun gebruiken, de kwaliteit en prijs van logies, spijs en drank, maar ook over de boekhandels en de boeken die hij er kocht. Southeys notities vormen een waardevolle informatiebron over het gebied dat vijftien jaar later het koninkrijk België zou worden, en bijzonderlijk over steden als Brugge, Gent, Antwerpen, Brussel, Hoei, Spa, Kortrijk, Ieper en andere. De Journal werd pas na Southeys dood gepubliceerd. Het manuscript, afkomstig uit zijn nalatenschap, werd in 1864 geveild en verscheen in 1902 voor het eerst in druk in de Verenigde Staten. Een jaar later verscheen het boek ook in Londen. In de loop van de 20e eeuw volgden nog meerdere herdrukken. In 1946 verscheen te Antwerpen een Nederlandse vertaling, bezorgd door Marcel Cordemans.
De reis van 1815 inspireerde de auteur niet alleen tot de Journal, maar ook tot een lang gedicht: The Poet's Pilgrimage to Waterloo, dat in april 1816 in Londen gepubliceerd werd. De uitgave is geïllustreerd met acht buitentekstplaten, getekend door E. Nash (behalve één) en gegraveerd door George Cooke.

## Publicaties
- Chronicle of the Cid, Longman, Hurst, Rees and Orme, Londen, 1808.
- The Poet's Pilgrimage to Waterloo by Robert Southey, Esq., Poet Laureate, London, Longman & C°, 1816.
- Journal of a tour in the Netherlands in the Autumn of 1815 by Robert Southey, Boston & New York, Houghton, Mifflin & C°, 1902.
- Journal of a tour in the Netherlands in the Autumn of 1815 by Robert Southey, London, W. Heinemann, 1903.
- Nederlandse vertaling van de Journal : Robert Southey Wij schreven 1815... Dagboek van een rondreis in de Nederlanden in den herfst van 1815, ingeleid en bezorgd door dr M. Cordemans, Antwerpen, Standaard-Boekhandel, 1946.
- Dowden, Edward (ed.), The Correspondence of Robert Southey with Caroline Bowles (Dublin and London, 1881)
- Pratt, Lynda, ed. Robert Southey, Poetical Works, 1793–1810, 5 vols. (London: Pickering and Chatto, 2004)